# 1547
1547 (MDXLVII) je bilo navadno leto, ki se je po julijanskem koledarju začelo na soboto.

## Dogodki
- Ivan IV. Grozni postane ruski car

## Rojstva
- 29. september - Miguel de Cervantes, španski pisatelj († 1616)
- 18. oktober - Justus Lipsius, belgijski (flamski) humanist, filolog in filozof († 1606)